# Каменные круги в Сенегамбии
Каменные круги над могилами были обнаружены на границе Гамбии и Сенегала. Они возводились с VIII по XII века на месте захоронений более раннего времени. Каждое кольцо состоит из 8—14 столбов из латерита высотой 100—250 см. В общей сложности известно не менее 1000 таких каменных колец, им посвящён особый музей.
Самые большие мегалитические зоны — Сине-Нгаене, Ваннар, Васса и Кербатч. Они имеют 93 кольца.
Хотя предназначение данных объектов вызывает споры, ЮНЕСКО посчитало возможным отнести их к памятникам Всемирного наследия (2006 (I, III) N13 41 28W15 31 21).